# フィル・ミラー
フィル・ミラー（Phil Miller、1949年1月22日 - 2017年10月18日）は、イギリスのプログレッシブ・ロック及び、ジャズを演奏するギタリストであり、カンタベリー・ロックの代表的ミュージシャンの1人である。

## 経歴
ミラーは、ハートフォードシャー州バーネットで生まれた。デリヴァリー、マッチング・モウル、ハットフィールド・アンド・ザ・ノース、ナショナル・ヘルス、ショート・ウェーヴ（ヒュー・ホッパー、ピップ・パイル、ディディエ・マレルブ）といったバンドのメンバーを務めた。また、ソロ・プロジェクトや、自ら率いるバンド、イン・カフーツでも活動した。イン・カフーツは、1982年にリチャード・シンクレア、エルトン・ディーン、ピーター・レマー、ピップ・パイルによって結成された。
2005年から2006年にかけて、ミラーは再結成されたハットフィールド・アンド・ザ・ノースとツアーを行った。

## ディスコグラフィ

### アルバム
- デリヴァリー: 『フールズ・ミーティング』 - Fools Meeting (1970年)
- キャラヴァン: 『ウォータールー・リリー』 - Waterloo Lily (1972年)
- マッチング・モウル: 『そっくりモグラ』 - Matching Mole (1972年)
- マッチング・モウル: 『そっくりモグラの毛語録』 - Matching Mole's Little Red Record (1972年)
- ロル・コックスヒル＆スティーヴ・ミラー: Miller/Coxhill (1973年)
- ハットフィールド・アンド・ザ・ノース: 『ハットフィールド＆ザ・ノース』 - Hatfield And The North (1974年)
- ハットフィールド・アンド・ザ・ノース: 『ザ・ロッターズ・クラブ』 - The Rotters Club (1975年)
- ナショナル・ヘルス: 『ナショナル・ヘルス』 - National Health (1978年)
- ナショナル・ヘルス: 『オブ・キューズ・アンド・キュアーズ』 - Of Queues And Cures (1978年)
- ハットフィールド・アンド・ザ・ノース: 『アフターズ』 - Afters (1979年)
- ゴーウェン、ミラー、シンクレア、トムキンス: 『ビフォー・ア・ワード・イズ・セッド』 - Before A Word Is Said (1981年)
- ナショナル・ヘルス: 『D.S.アル・コーダ』 - D.S.Al Coda (1982年)
- デイヴ・スチュワート&バーバラ・ガスキン: Up From The Dark (1986年)
- フィル・ミラー＝イン・カフーツ: 『カッティング・ボース・ウェイズ』 - Cutting Both Ways (1987年)
- Geoff Leigh and Frank Wuyts: From Here To Drums (1988年)
- フィル・ミラー: 『スプリット・セカンズ』 - Split Seconds (1988年)
- ナショナル・ヘルス: Complete (1990年)
- フィル・ミラー＝イン・カフーツ: 『ライヴ 1986-1989』 - Live 1986-1989 (1991年)
- フィル・ミラー: 『ディッギング・イン』 - Digging In (1991年)
- フィル・ミラー&フレッド・ベイカー: 『ダブル・アップ』 - Double Up (1992年)
- フィル・ミラー／イン・カフーツ: 『ライヴ・イン・ジャパン』 - Live in Japan (1993年)
- ハットフィールド・アンド・ザ・ノース: 『ライヴ1990』 - Live 1990 (1993年)
- ショート・ウェーヴ: 『ショート・ウェーヴ・ライヴ』 - Short Wave Live (1993年)
- フィル・ミラー／イン・カフーツ: 『リーセント・ディスカバリーズ』 - Recent Discoveries (1994年)
- マッチング・モウル: 『ライヴ・イン・コンサート』 - BBC Radio 1 Live In Concert (1994年)
- ロバート・ワイアット: 『フロッサム・アンド・ジッサム』 - Flotsam & Jetsam (1994年) ※マッチング・モウル
- オムニバス: Unsettled Scores (1995年) ※ソロ「Meccano Pelorus」を収録
- ナショナル・ヘルス: 『オリジナル・ナショナル・ヘルス』 - Missing Pieces (1996年)
- フィル・ミラー／イン・カフーツ: 『パラレル』 - Parallel (1996年)
- ピップ・パイル: 『セヴン・イヤー・イッチ』 - 7 Year Itch (1998年)
- マーク・ヒウィンズ: Rebela (1999年)
- フィル・ミラー／イン・カフーツ: 『アウト・オブ・ザ・ブルー』 - Out of the Blue (2001年)
- フィル・ミラー／イン・カフーツ: 『オール・ザット』 - All That (2003年)
- ハットフィールド・アンド・ザ・ノース: Hatwise Choice (2005年)
- ハットフィールド・アンド・ザ・ノース: Hattitude (2006年)
- フィル・ミラー／イン・カフーツ: 『陰謀の理論』 - Conspiracy Theories (2006年)
- フィル・ミラー／イン・カフーツ: 『マインド・オーヴァー・マター』 - Mind Over Matter (2011年)